# Distel-Wollbiene
Die Distel-Wollbiene, Stängel-Wollbiene oder Östliche Zwergwollbiene (Pseudoanthidium nanum, Syn.: Anthidium nanum) ist eine Bienenart aus der Familie der Bauchsammlerbienen. Die Art gehört dem Pseudoanthidium scapulare-Komplex an wurde bis vor Kurzem mit P. scapulare vermengt.

## Etymologie
Vom latainischen „nanum“, was für „Zwerg“ steht. Der deutsche Name Östliche Zwergwollbiene kommt daher, dass die Art im Gegensatz zu ihrer nächstverwandten Art P. scapulare osteuropäisch verbreitet ist.

## Merkmale
Die Art erreicht eine Größe von 7 bis 8 mm.

### Weibchen
Die Biene ist schwarz und hat gelbe Zeichnungen, wie viele der Bienen des Tribus Anthidiini auch. Auf den Tergiten 1 bis 5 befinden sich gelbe Flecken. Weibchen haben rötlichgelbe Tibien und eine weiße Bauchbürste. Die Art kann im Feld nicht von der ähnlichen Art Pseudoanthidium tenellum unterschieden werden. P. tenellum ist in Deutschland jedoch seltener. Anhand der Färbung der Mandibeln können die Weibchen von P. nanum und P. scapulare unterschieden werden. P. nanum besitzt schwarze Mandibeln und P. scapulare gelbe Mandibeln.

### Männchen
Die Männchen ähneln sehr den Weibchen.

## Verbreitung
Die Art ist selten. In Deutschland kommt sie in Richtung Norden bis zum Rand des Mittelgebirges sowie im nordöstlichen Tiefland vor.
Die Gesamtverbreitung in Mitteleuropa ist schwierig zu beurteilen, wegen der Vermengung von Pseudoanthidium nanum mit P. scapulare. Es geht jedoch hervor, dass P. nanum osteuropäisch und P. scapulare südwesteuropäisch-nordafrikanisch verbreitet ist.

## Phänologie
P. nanum kommt mit einer Generation pro Jahr vor, in Griechenland mit zwei Generationen pro Jahr. Die Art erscheint von Anfang Juli bis Mitte August und überwintert als Ruhelarve im Kokon.

## Lebensraum
Die Art ist wärmeliebend und kommt v. a. an Ruderalstellen trockenwarmer Standorte vor.

## Nestbau
Nester werden in markhaltigen Stängeln oder Zweigen von folgenden Pflanzengattungen verwendet: Brombeeren (Rubus), Disteln (Cisium, Onopordum), Königskerzen (Verbascum) und Holunder (Sambucus) sowie Stängeln von Doldenblütlern (Apiaceae) angelegt. Es können aber auch Eichengallen der Gallwespenart Andricus kollari sowie Schilfgallen von einer Unterart der Fliegengattung Lipara als Orte für den Nestbau dienen. Entweder baut das Weibchen das Nest selbst in die markhaltigen Stängel oder es benutzt bereits vorhandene Nester von anderen Bienenarten z. B. Hoplitis tridentata. Für das Nest werden als Baumaterialien nur Pflanzenhaare z. B. von Königskerzen verwendet.

## Pollenquellen
Die Art ist oligolektisch auf Korbblütler (Asteraceae) insbesondere Cynareae spezialisiert. Die Gewöhnliche Kratzdistel (Cirsium vulgare) und Rispen-Flockenblume (Centaurea stoebe) sind die Hauptpollenquellen.
Weitere Pollenquellen:
Wiesen-Flockenblume (Centaurea jacea), Skabiosen-Flockenblume (Centaurea scabiosa), Gewöhnliche Eseldistel (Onopordum acanthium).

## Parasiten
Es sind die Düsterbienen Stelis ornatula und Stelis punctulatissima nachgewiesen.